# 코구레 에마
코구레 에마(小暮 英麻, 1973년 10월 31일 ~ ) 또는 고구레 에마는 일본의 성우이다.

## 출연작

### TV 애니메이션
2003년
- 울트라 매니악(플럼)
- 머메이드 멜로디 피치피치핏치(카렌)
- 크르노 크루세이드(메어리)

2004년
- 머메이드 멜로디 피치피치핏치 Pure(카렌)

2007년
- 나이트 위저드 The ANIMATION(히무로 아카리, 안젤롯)

### OVA
2007년
- 투하트2 OVA(마아량/아사기리 마아코)

2008년
- 투하트2 Another Days(마아량/아사기리 마아코)

2009년
- 투하트2 Another Days Plus(마아량/아사기리 마아코)

### 게임
2001년
- BITTERSWEET FOOLS (프란체스카, 올미나)
- 디지캐럿 판타지 (히나기쿠)
- 크래쉬 밴디쿳4 작렬! 마신파워(크래쉬 밴디쿳 마왕의 부활) (코코)

2002년
- 사무라이 (스즈)
- 로맨스는 검의 빛II (포플)

2003년
- 여름색의 모래시계 (세리자와 카호) : 榊るな 명의
- ELYSION ~영원의 생츄어리~ PS2판 (죠반나 로세리니) : 榊るな 명의

2004년
- 블러디 로어4 (마나)
- 크래쉬 밴디쿳 폭주! 니트로 카트 (코코)
- 풀 하우스 키스 (시로사키 쿄카)
- 센티멘탈 프레류드 (시라이시 미오)
- 크래쉬 밴디쿳5 에엣 크래쉬와 콜텍스의 야망?!? (코코)

2005년
- 시노비도 이마시메 (공주)
- 투하트2 X-rated(마아량/아사기리 마아코)

2006년
- 풀 하우스 키스2 (시로사키 쿄카)

2007년
- 월광의 카르네바레(이리스) : 榊るな 명의
- 프린세스 메이커 5 (코바야카와 미치루)
- EXE(후시미 마키나) : 榊るな 명의

2008년
- 나이트 위저드 The VIDEO GAME ~Denial of the World~ (히무로 아카리, 안젤롯)
- 투하트2 Another Days(마아량/아사기리 마아코)

2011년
- 투하트2 DX plus(마아량/아사기리 마아코)